# Terry Catledge
Terry DeWayne Catledge (Houston, Misisipi, 22 de agosto de 1963) es un exjugador de baloncesto estadounidense que disputó 8 temporadas de la NBA y que posteriormente jugó en diferentes países como  Italia, Grecia o Argentina. Con 2,03 metros de estatura, jugaba en la posición de ala-pívot.

## Trayectoria deportiva

### Universidad
Comenzó su andadura universitaria en el pequeño Community College de Itawamba, donde tras permanecer un año, fue reclutado por los Jaguars de la Universidad de South Alabama donde jugó tres temporadas, en las que promedió 21,7 puntos y 10,8 rebotes por partido.

### Profesional
Fue elegido en la vigésimo primera posición del Draft de la NBA de 1985 por Philadelphia 76ers, equipo con el que firmó por tres temporadas, pero únicamente jugó la primera, en la que promedió 7,7 puntos y 4,3 rebotes por partido. Nada más terminada la temporada 1985-86 fue traspasado, junto con Moses Malone y dos primeras rondas del draft a Washington Bullets, a cambio de Jeff Ruland y Cliff Robinson.
En los Bullets se hizo rápidamente con el puesto de titular, acabando el año como cuarto mejor anotador del equipo, con 13,1 puntos por noche, y el segundo mejor reboteador tras el propio Malone, con 7,2 capturas. Jugó durante dos temporadas más en la capital, pero antes del inicio de la temporada 1989-90 fue incluido en el draft de expansión por la incorporación de nuevos equipos a la liga, siendo elegido por Orlando Magic. Allí se convirtió en el líder del equipo, acabando la primera temporada del mismo en la liga como máximo anotador, con 19,4 puntos por encuentro, a los que añadió 7,6 rebotes.
Permaneció 3 años más con los Magic, protagonizando una curiosa anécdota en la que iba a ser su última temporada en la NBA. Los Magic se habían hecho en el draft con los servicios de Shaquille O'Neal, que en su etapa en la Universidad de Louisiana State llevaba el número 33 a la espalda, el mismo que lucía en ese momento Catledge, y que éste se negó a cederle. Catledge apenas jugó 21 partidos ese año, siendo despedido al finalizar el mismo, pero Shaquille se quedó con el número 32.
Al año siguiente comenzaría la temporada con los Oklahoma City Cavalry de la Continental Basketball Association, de donde pasó a los Mississippi Coast Gamblers de la USBL, antes de hacer las maletas y cruzar el Atlántico para jugar con el Pau Orthez Elan Bearnais de la Liga Francesa, donde en su única temporada promedió 20 puntos y 6 rebotes por partido. De ahí pasó al Aris Salónica de la Liga Griega, antes de regresar a Estados Unidos para jugar dos temporadas con los Shreveport Crawdads de la CBA. En 1997 jugó su última temporada como profesional con los Atenas de Córdoba de la Liga Argentina, con los que logró esa temporada el título de la Liga Sudamericana de Clubes.
En sus 8 años en la NBA promedió 12,7 puntos y 6,4 rebotes por partido.

## Estadísticas de su carrera en la NBA

### Temporada regular
| Temporada | Edad | Equipo             | Liga | P   | TIT | MIN  | TC  | TCA  | %TC  | 3P  | 3PA | %3P  | TL  | TLA | %TL  | R.OF. | R.DEF. | REB | ASIS | ROB | TAP | PER | FP  | PTS  |
| 1985-86   | 22   | Philadelphia 76ers | NBA  | 64  | 7   | 17.1 | 3.2 | 6.7  | .469 | 0.0 | 0.1 | .000 | 1.4 | 2.2 | .647 | 1.7   | 2.6    | 4.3 | 0.3  | 0.5 | 0.1 | 1.1 | 2.0 | 7.7  |
| 1986-87   | 23   | Washington Bullets | NBA  | 78  | 77  | 27.6 | 5.3 | 10.7 | .495 | 0.0 | 0.1 | .000 | 2.6 | 4.3 | .594 | 3.2   | 4.0    | 7.2 | 0.7  | 0.6 | 0.2 | 1.9 | 2.5 | 13.1 |
| 1987-88   | 24   | Washington Bullets | NBA  | 70  | 40  | 23.0 | 4.2 | 8.4  | .506 | 0.0 | 0.0 | .000 | 2.2 | 3.4 | .655 | 2.6   | 3.1    | 5.7 | 0.9  | 0.5 | 0.1 | 1.4 | 2.5 | 10.7 |
| 1988-89   | 25   | Washington Bullets | NBA  | 79  | 77  | 26.3 | 4.2 | 8.6  | .490 | 0.0 | 0.1 | .200 | 1.9 | 3.2 | .602 | 2.9   | 4.3    | 7.2 | 0.9  | 0.6 | 0.3 | 1.5 | 3.2 | 10.4 |
| 1989-90   | 26   | Orlando Magic      | NBA  | 74  | 72  | 33.3 | 7.4 | 15.6 | .474 | 0.0 | 0.1 | .250 | 4.6 | 6.6 | .702 | 3.7   | 3.9    | 7.6 | 1.0  | 0.5 | 0.2 | 2.4 | 2.7 | 19.4 |
| 1990-91   | 27   | Orlando Magic      | NBA  | 51  | 38  | 28.6 | 5.7 | 12.4 | .462 | 0.0 | 0.1 | .000 | 3.2 | 5.1 | .624 | 3.3   | 3.7    | 7.0 | 1.1  | 0.7 | 0.2 | 2.1 | 2.2 | 14.6 |
| 1991-92   | 28   | Orlando Magic      | NBA  | 78  | 67  | 31.2 | 5.9 | 11.8 | .496 | 0.0 | 0.1 | .000 | 3.1 | 4.4 | .694 | 3.3   | 3.7    | 7.0 | 1.4  | 0.7 | 0.2 | 1.8 | 2.5 | 14.8 |
| 1992-93   | 29   | Orlando Magic      | NBA  | 21  | 1   | 12.5 | 1.7 | 3.5  | .493 | 0.0 | 0.0 |      | 1.3 | 1.6 | .794 | 0.9   | 1.3    | 2.2 | 0.2  | 0.2 | 0.0 | 1.2 | 1.5 | 4.7  |
| Total     |      |                    | NBA  | 515 | 379 | 26.3 | 5.0 | 10.3 | .485 | 0.0 | 0.1 | .094 | 2.7 | 4.1 | .654 | 2.9   | 3.6    | 6.4 | 0.9  | 0.6 | 0.2 | 1.7 | 2.5 | 12.7 |

### Playoffs
| Temporada | Edad | Equipo             | Liga | P  | MIN | TCA | TC  | 3PA | 3P | TLA | TL | R.OF. | REB | ASIS | ROB | TAP | PER | FP | PTS | %TC  | %3P  | %FT  | MIN  | PTS  | REB | AST |
| 1985-86   | 22   | Philadelphia 76ers | NBA  | 11 | 293 | 46  | 117 | 0   | 0  | 22  | 38 | 37    | 75  | 5    | 6   | 8   | 14  | 34 | 114 | .393 |      | .579 | 26.6 | 10.4 | 6.8 | 0.5 |
| 1986-87   | 23   | Washington Bullets | NBA  | 3  | 98  | 23  | 41  | 0   | 0  | 9   | 17 | 7     | 25  | 0    | 3   | 1   | 7   | 5  | 55  | .561 |      | .529 | 32.7 | 18.3 | 8.3 | 0.0 |
| 1987-88   | 24   | Washington Bullets | NBA  | 5  | 45  | 4   | 11  | 0   | 1  | 3   | 4  | 2     | 6   | 2    | 0   | 0   | 2   | 9  | 11  | .364 | .000 | .750 | 9.0  | 2.2  | 1.2 | 0.4 |
| Total     |      |                    | NBA  | 19 | 436 | 73  | 169 | 0   | 1  | 34  | 59 | 46    | 106 | 7    | 9   | 9   | 23  | 48 | 180 | .432 | .000 | .576 | 22.9 | 9.5  | 5.6 | 0.4 |